# مقبره علی‌مردان خان
مقبره علی‌مردان خان بنایی‌ست در شهر لاهور پاکستان که علی‌مردان خان از سرداران ایرانی دوره صفویه در آن مدفون است. این بنا جزو معماری گورکانی می‌باشد.

## نگارخانه

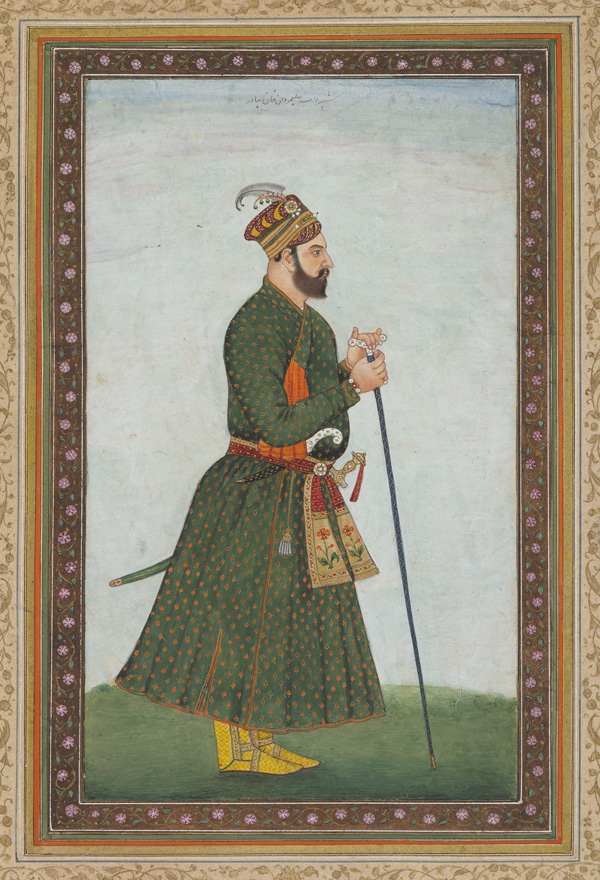
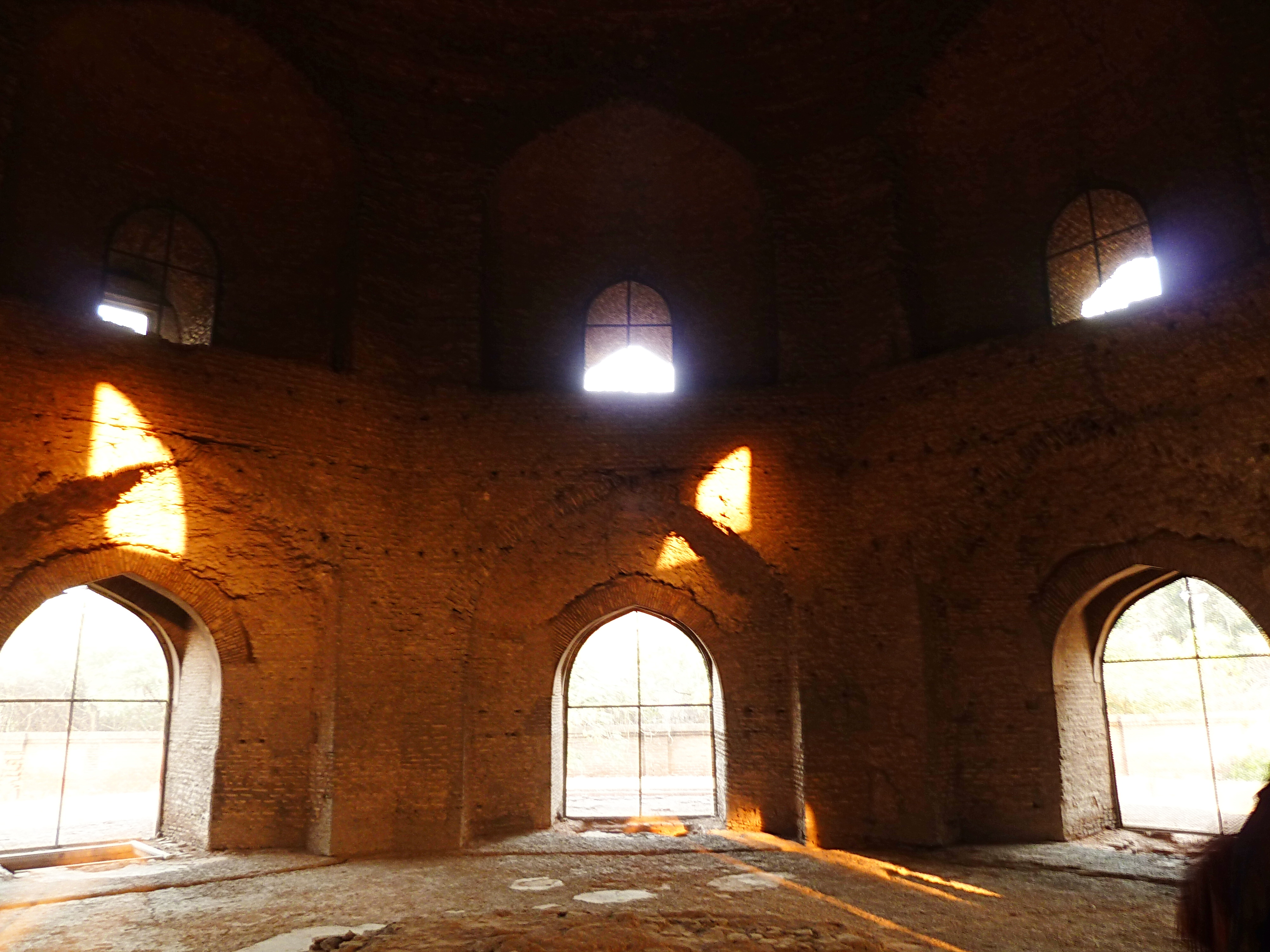
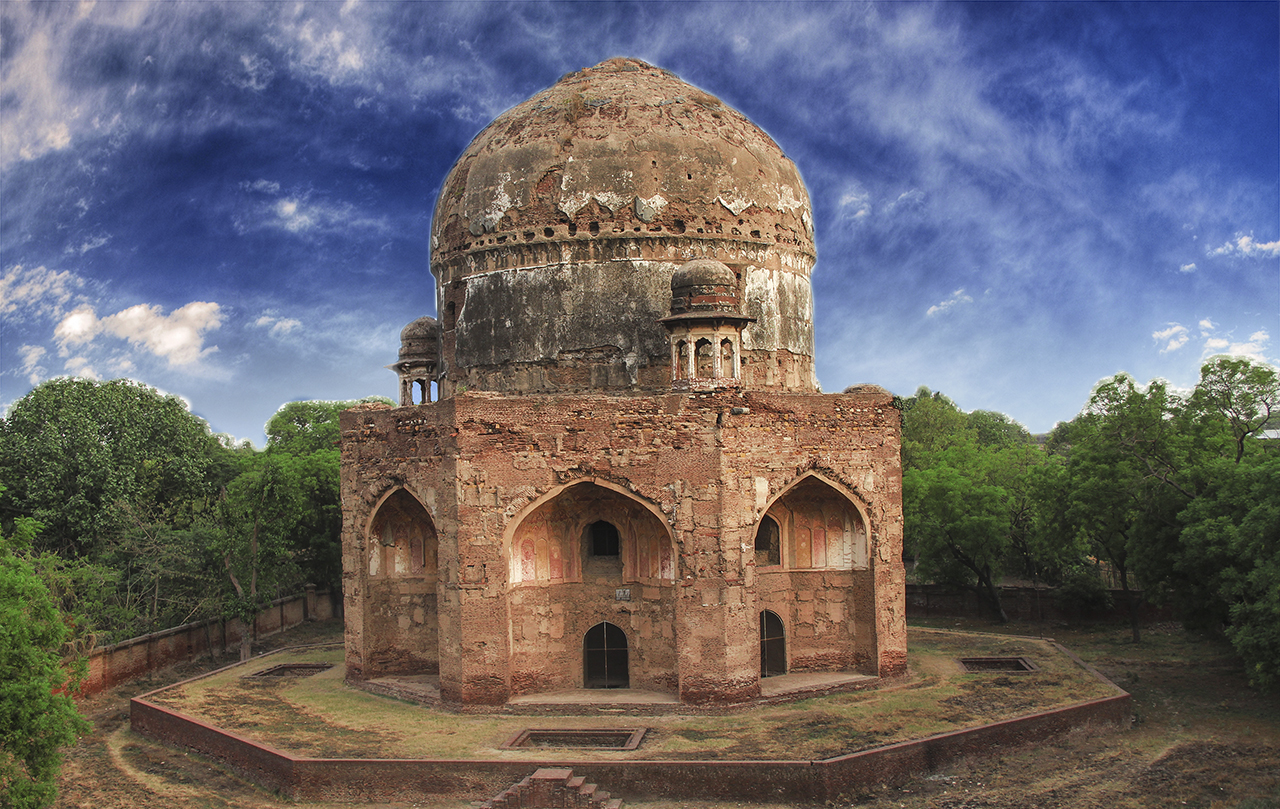